# 眼鏡蛇紅點鏡
眼鏡蛇紅點鏡（英語：Kobra Sight；因尚未在俄羅斯軍隊中正式服役而無正式俄罗斯国防部火箭炮兵装备总局）是一系列由俄羅斯Axion-Holding所生產的反射式瞄準鏡，設計用於裝設於AK系列步槍（AKMN、AK-74N、AK-74M、AK-101、AK-102、AK-103、AK-104、AK-105）、AN-94、RPK-74N、PKMN和PKP“ Pecheneg”以上，並可快速安裝和快速拆卸。
它已經被一部份俄罗斯特种部队所採用，並且在車臣戰爭當中使用過。

## 概述
眼鏡蛇紅點鏡可以通過尾部上方的旋鈕，選擇4種標線樣式（壓下旋鈕時）和16級亮度，使得使用者能夠更有效地進行夜間戰鬥。眼鏡蛇紅點鏡能夠完全防水。
事實證明，眼鏡蛇紅點鏡是俄羅斯軍隊的一項有價值的投資。研究表明，一名士兵在白天將有效性提高了一倍，夜間則提高了5倍。俄罗斯特种部队將眼鏡蛇紅點鏡選用作快速反應瞄準具，使得士兵可以輕鬆地對目標做出反應。

## 產品
- EKP-1S-03M：第一代，使用標準的AA電池供電，重379.88公克（13.4安士，0.84磅），透鏡前方可以附加橡膠製遮陽筒。
- EKP-8-02：第二代，使用CR2330 3伏鋰電池，重456.43公克（16.1安士，1.01磅），透鏡前方可以附加橡膠製遮陽筒。
- EKP-8-14：對應皮卡汀尼導軌的型號。
- EKP-8-15：對應AR-15機匣頂部提把上的瞄準鏡安裝孔的型號。
- EKP-8-18：對應韋弗式導軌（英语：Weaver rail mount）的型號。

## 外部連結
- （英文）—Quick acquisition KOBRA EKP 8-14 Red Dot Military rifle scope with AR-15/M16 universal weaver mount （页面存档备份，存于）
- （英文）—Russian Optics.net—Kobra （页面存档备份，存于）
- （简体中文）—枪炮世界—Kobra反射式瞄准镜 （页面存档备份，存于）